# فرانسوا کلوئه
فرانسوا کلوئه (ح. ۱۵۱۰–۲۲ دسامبر ۱۵۷۲)، پسر ژان کلوئه، مینیاتوریست و نقاش فرانسوی دوره رنسانس بود که به‌ویژه به خاطر پرتره‌های دقیق خود از خانواده حاکم فرانسه شهرت داشت.
فرانسوا کلوئه در تور به دنیا آمد. پدرش ژان کلوئه بومی جنوب هلند بود. فرانسوا کلوئه زیر نظر پدرش تحصیل کرد. او نام مستعار «جانت» را از پدرش به ارث برد و در برخی منابع اولیه و ادبیات قدیمی‌تر به این نام اشاره شده است.
او در ۲۲ دسامبر ۱۵۷۲، اندکی پس از قتل‌عام سنت بارتولمیوس درگذشت، و وصیت نامه او، با ذکر خواهر و دو دختر نامشروعش، و رسیدگی به تصرف مقدار قابل توجهی از اموال، هنوز وجود دارد. دختران او متعاقباً راهبه شدند.